# Boninoleiops
Boninoleiops is een kevergeslacht uit de familie van de boktorren (Cerambycidae). De wetenschappelijke naam van het geslacht werd voor het eerst geldig gepubliceerd in 2001 door Hasegawa & Makihara.

## Soorten
Boninoleiops is monotypisch en omvat slechts de volgende soort:
- Boninoleiops kitajimai Hasegawa & Makihara, 2001